# Kyōka Izumi
Kyōka Izumi (泉 鏡花 Izumi Kyōka?,  Kanazawa, Prefectura de Ishikawa, 4 de noviembre de 1873 – Tokio, Japón, 7 de septiembre de 1939), cuyo verdadero nombre era Kyōtarō Izumi (泉 鏡太郎 Izumi Kyōtarō?), fue un escritor, autor de novelas, relatos cortos y obras de teatro kabuki japonés. 
La escritura de Izumi difería mucho de la de los escritores naturalistas que dominaban la escena literaria de la época; y muchas de las obras de este son críticas surrealistas de la sociedad. Su estilo es una mezcla característica de romanticismo y fantasía, influida por trabajos antiguos del periodo Edo, junto a su peculiar visión estética del arte en la época moderna. Es un autor cuya prosa es considerada difícil y muy rica, lo que le define como un estilista sobresaliente dentro de la literatura japonesa.
La dificultad y la riqueza de su prosa ha sido frecuentemente notada por otros autores y críticos. Al igual que Natsume Sōseki y otros autores japoneses, Kyōka suele ser conocido por su seudónimo en lugar de su verdadero nombre de pila.

## Primeros años

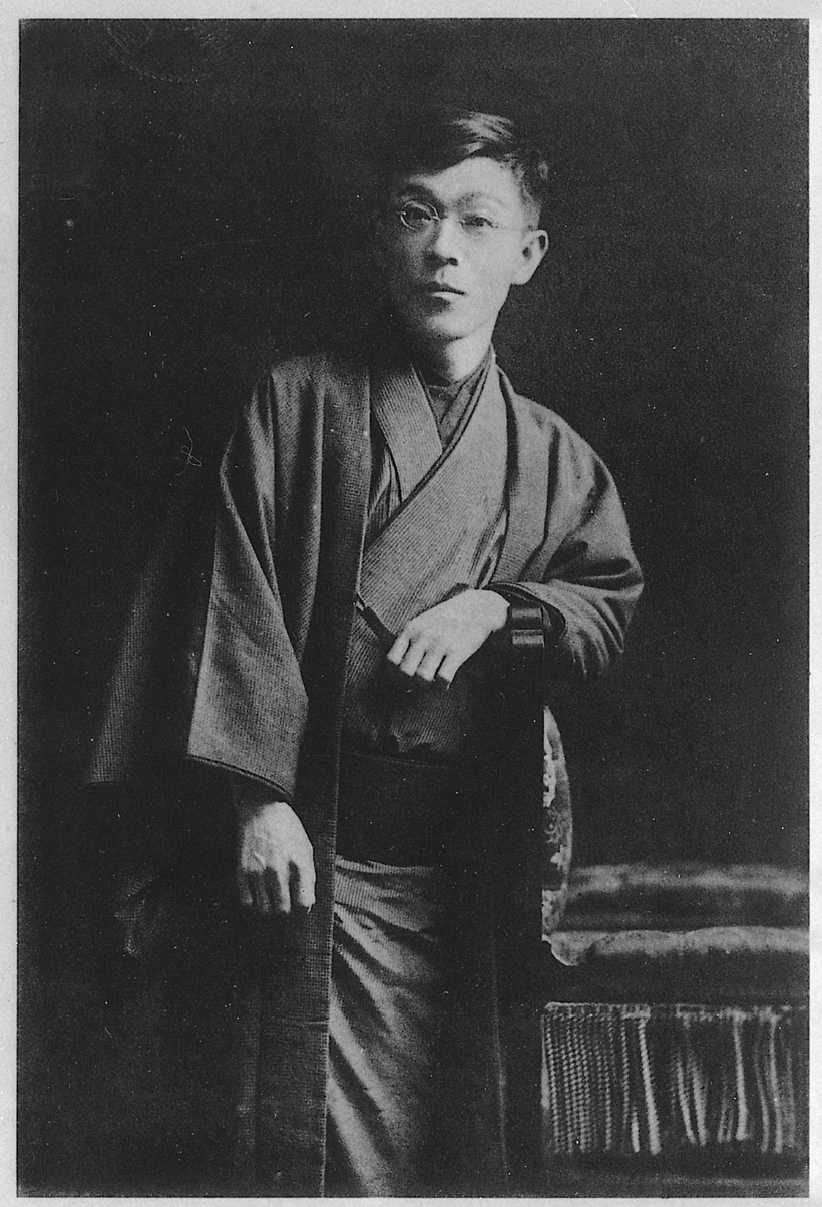
Izumi en su juventud.

Kyōtarō Izumi nació el 4 de noviembre de 1873 en Shitashinmachi, uno de los sectores de la ciudad de Kanazawa, prefectura de Ishikawa. Fue el hijo de Seiji Izumi, un incrustador de ornamentos metálicos, y Suzu Nakata, quien a su vez era hija de un tamborilero tsuzumi de Edo —antiguo nombre por el cual era conocida la ciudad de Tokio— y hermana menor de Kintarō Matsumoto, un popular actor de teatro nō. Debido a la pobreza de su familia, asistió a una escuela con matrícula gratis llamada "Hokuriku English-Japanese School", que era administrada por misioneros cristianos.
Incluso antes de ingresar a la escuela primaria, su madre le introdujo  al mundo de la literatura enseñándole kusazōshis, un tipo de libros ilustrados con texto. Sus obras posteriores mostrarían la influencia que estos libros tuvieron en Izumi a la hora de narrar. En abril de 1883, cuando tenía nueve años, su madre falleció a la temprana edad de 29 años. Esto fue un duro golpe para el joven Izumi, e intentaría recrear recuerdos de su madre en obras a lo largo de toda su carrera.
En 1890, Izumi se trasladó a Tokio para seguir los pasos del escritor Kōyō Ozaki. En noviembre de 1891, contactó a Ozaki en Ushigome (parte del actual Shinjuku) sin una presentación previa y solicitó que le permitiera estar bajo su tutela. Además de un breve viaje a Kanazawa en diciembre del año siguiente, pasaría todo su tiempo en la casa de Ozaki. Izumi adoraba a su maestro, viéndolo como un benefactor que apoyó su carrera temprana antes de ganar renombre. Sentía un profundo endeudamiento personal hacia este y siguió admirando al autor durante toda su vida. Vivió con Ozaki desde 1891 a 1894, y realizaba tareas del hogar a cambio de las opiniones de este sobre su trabajo.
Izumi quedaría particularmente impresionado por Ninin Bikuni Iro Zange ("Confesiones amorosas de dos monjas"), una de las obras de Ozaki, y decidió seguir una carrera en la literatura. En junio de ese mismo año viajó a la prefectura de Toyama, donde comenzaría a trabajar como profesor en escuelas secundarias privadas y pasaba su tiempo libre leyendo yomihon y kusazōshi. En noviembre, sin embargo, las aspiraciones de Izumi de desarrollar una carrera artística lo llevaron de regreso a Tokio, con el propósito de ingresar a la tutela de Ozaki una vez más.

## Carrera literaria

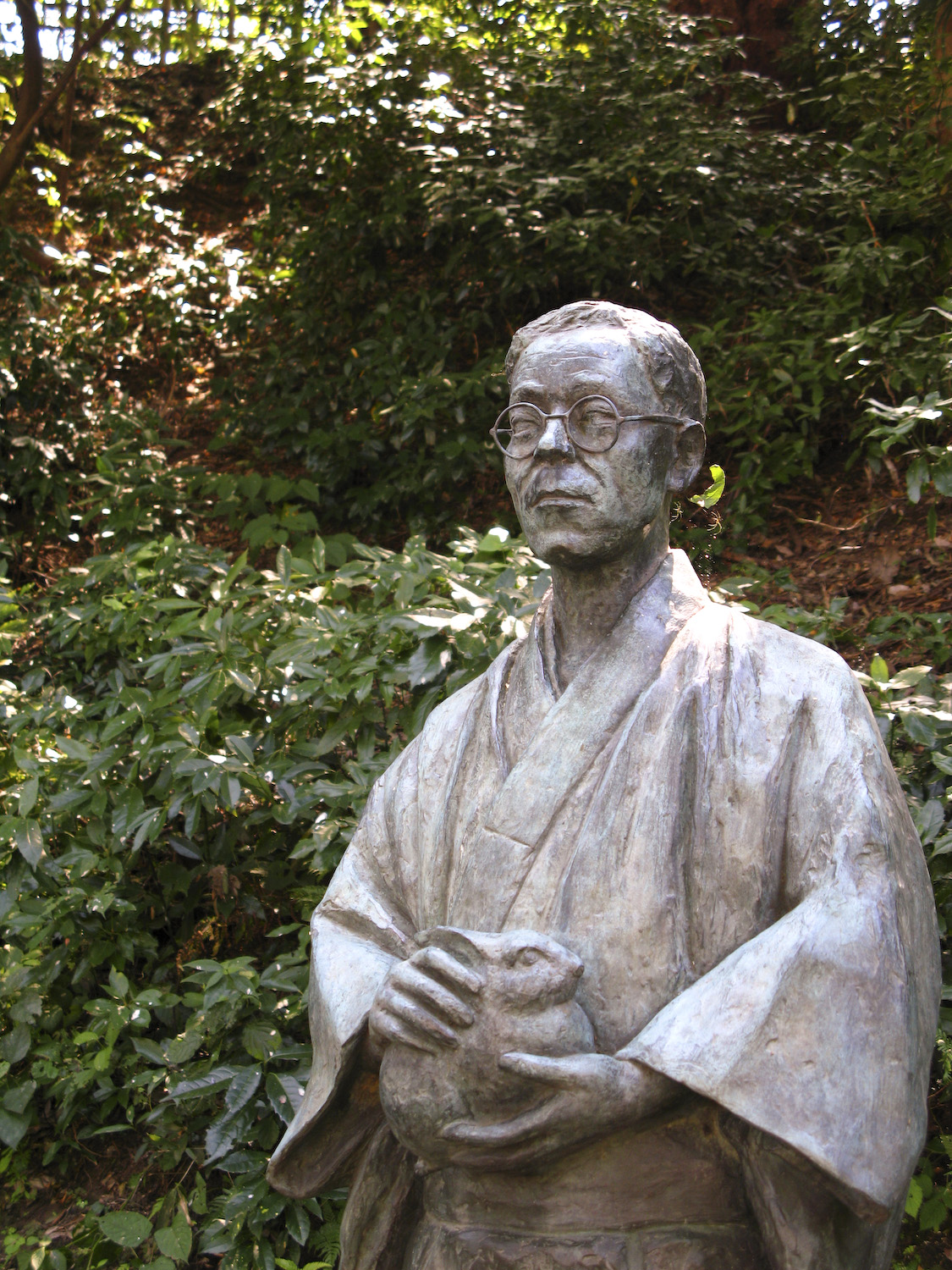
Monumento a Kyōka Izumi en su ciudad natal de Kanazawa.

A pesar de que gracias a su tutor Ozaki pudo llegar a publicar algunos de sus relatos en periódicos, sus obras eran prácticamente ignoradas. No fue sino hasta 1895, cuando publicó los relatos Yako Junsa ("La patrulla nocturna") y Gekashitsu ("El quirófano"), que comenzó a llamar la atención del público. Le siguió una etapa prolífica, en donde abordaría cada vez en menor medida las temáticas de índole social para enfocarse con lo que más le atraía: el universo misterioso y espectral de Japón, cuestiones por las que posteriormente sería conocido como padre de la "novela gótica" japonesa. En 1900, publicó uno de sus relatos más ovacionados: Koya Hijiri ("El santo del monte Koya"). En esta historia, un viajero y un monje se convierten en compañeros de viaje. Deciden pasar la noche en una posada, pero como ambos tienen problemas para conciliar el sueño, el primero persuade al monje para que le cuente sobre alguna de sus peregrinaciones. El monje asiente y comienza a narrar una fascinante y estremecedora historia.
En 1903, Ozaki murió de cáncer de estómago, un duro golpe para Izumi. A partir de esta fecha, se le hizo más difícil seguir publicando, puesto que sus obras contrastaban enormemente con el naturalismo de influencia europea que estaba en boga dentro de los círculos literarios japoneses. Posteriormente se retiraría a Zushi, donde habitó durante varios años en condiciones casi deplorables.
Se mudó a Taisho en 1912, donde pudo alcanzar cierto reconocimiento gracias a las obras teatrales que escribió. En 1913, compuso el drama Yashagaike ("El lago de Yaksha"), basado en Ryutandan ("Sobre el dragón del abismo"), otro de sus relatos más conocidos.

## Últimos años y legado
En 1937, Izumi fue admitido en la Sociedad Imperial de las Artes. Moriría dos años después, el 7 de septiembre de 1939 debido a problemas de salud. Su obra se ganó la admiración de autores japoneses de renombre, tales como Ryūnosuke Akutagawa, Jun'ichirō Tanizaki, Yasunari Kawabata y Yukio Mishima.
Desde 1973 su ciudad natal concede cada año un premio literario que lleva su nombre.

## Obra traducida al español
- El santo del monte Koya y otros relatos (cuentos)
- Laberinto de hierba (novela)
- Sobre el dragón del abismo (cuentos)